# Glenn Meyers
Glenn Meyers, född 19 juni 1961, är en amerikansk bågskytt. Han deltog vid olympiska sommarspelen 1984.